# ゾウハジラミ属
ゾウハジラミ属（ゾウハジラミぞく、Haematomyzus）は、ゾウなどに寄生する昆虫の1属である。口吻が長く突き出し、先端に顎があり、それによって吸血をする。シラミとハジラミの中間に位置するものと考えられる。

## 概説
ゾウハジラミは、最初に動物園のアフリカゾウから発見されたもので、体長3mmほどの褐色の昆虫である。その形態はシラミであるが、頭部から長く突き出した口吻が目立つ。その先端には噛む形の顎が発達し、この昆虫はそれらを使い、宿主の分厚い皮膚に穴をうがち、血を吸うことが出来る。長く1種のみが知られていたが、現在ではイボイノシシから発見されたものを含め、3種が知られている。
シラミ類には口が細くて血を吸うシラミ類と、顎が幅広く発達していて羽毛などを囓るハジラミ類とがあるが、この属のものはその両者を結びつける存在と見なされ、この属一つで両者どちらとも異なる単独の亜目として扱われる。和名はゾウハジラミのほかに、ゾウジラミ、ゾウシラミが使われた例がある。

## 形態
もっとも古くより知られているゾウハジラミ H. elephantis に即して記す。全長は雄で2.0-2.2mm、雌では2.9-3.0mm、その内で頭部が1-1.2mmを占める。頭部前端からは口吻が前方に長く突き出し、先端には強固な大顎を持つ。触角は吻の基部から出て、5節からなる。その更に後方、頭部の後縁近い縁に複眼がある。胸部は短くて幅広く、その縁は強く角張る。胸肢は他のシラミやハジラミとは異なって細長く、走るのに適した形を取る。脛節は長く、ふ節の先端には爪が1つある。腹部はほぼ円形で腹背に扁平、腹面には各節に1列の短い扁平な鱗状の毛を持ち、その間に2本の刺毛がある。

## 経緯
本属の昆虫が最初に記載されたのは1899年であり、これはロッテルダム動物園のアフリカゾウから採集されたものであった。その後にはアジアゾウからも発見され、野生の個体からも採集された。日本では1929年に杉本が台北の圓山動物園のアジアゾウから発見されたものが報告されている。当時この地は日本領であったが、本当に国内で発見されたのはぐっと遅れて1953年、札幌のこれまた円山動物園に輸入されたインドゾウからであった。  
本属は長らく上記の種1種のみが知られてきたが、1962年にClayがイボイノシシ Phaeocherus aefhiopicus から得られたものが別種として記載された。その後もう1種が追加され、現在では3種がアジアとアフリカに分布し、ゾウとイボイノシシを宿主とすることになっている。

### 宿主の問題
この属の宿主に関しては、幾つかの問題が指摘される。そもそも第1の種であるゾウハジラミがアジアとアフリカの両種を宿主とする分布が不思議である。当初の発見が動物園であったことから動物園における二次感染の可能性を指摘する向きもあったようだ。両方のゾウにおける個体群に区別が見られないことから、片方が本来の宿主であり、近年に他方に感染した可能性も指摘される。アジアでもアフリカでも本種の分布は広く、近年に一方から他方に感染した可能性は低い。
本属の昆虫が他のシラミやハジラミと全く異なる特徴を有することはゾウという孤立した群の上で進化したことを示すものだとの指摘もある。イボイノシシは普通のシラミ類を寄生虫として持っている。この様なことから、例えば本属はより広い宿主を持っていたのが、現在の二群以外の宿主が絶滅した、とかアジアゾウとアフリカゾウの共通祖先に本属が寄生し、それ以来形を変えず、アフリカで二次的にイボイノシシに宿主を広げた、等の幾つかの仮説を想起させる。

## 分類
この属のものは口吻が長く突出するという目立った特徴があり、この点でそれ以外のどのハジラミともシラミとも区別出来る。分類体系の上ではこの属単独で亜目までを構成する。なお、亜目名としてはゾウハジラミ亜目の他に、チョウフンハジラミ亜目も使われることがある。
本属および本科の標徴は以下の通りである。
- 体表の棘は限られた数の列をなし、鱗毛状にならない。
- 頭部は嘴管状に長く突出し、その前端に口を開く。
- 触角は5節よりなる。
- 足の先端部では脛節は長く、その基部に突起がない[9]。

## 系統
上記のように、この属は亜目のレベルまで他のものと区別されている。シラミ類は古くはシラミ目とハジラミ目に分けられていたが、その後両者が同系統との判断でシラミ目に統一された。その中で、本属はハジラミの口器を持ちながらも吸血性であり、両者を繋ぐものと考えられた。
その後、更にそれらがチャタテムシの系統に含まれるとの判断で咀顎目にまとめられた。その中で、形態的特徴を元にした分岐分類学的研究の結果、旧シラミ目であったシラミ亜目とハジラミ目の一部であるヒゲナガハジラミ亜目、それに本属の所属するゾウハジラミ亜目が単系統をなすとされる。その中でヒゲナガハジラミ亜目の基底からシラミ亜目とゾウハジラミ亜目が分岐し、この2群が単系統をなすこと、更にシラミ亜目の基底から本属が分枝しており、ゾウハジラミ属は全てのシラミ亜目に対して姉妹群をなすとの結果が得られた。この結果は広く受け入れられてきた。分子系統の情報も、ほぼこれらを支持する。

## 被害
ゾウハジラミに関しては、飼育下のゾウでは非常にかゆがり、壁などに身体を擦り付ける行動が見られたとの報告がある。ただしそれ以上の傷に発展することはなかったという。野外のゾウでは皮膚疾患を引き起こす要因となっている可能性が示唆されている。